# Palau-solità i Plegamans
Palau-solità i Plegamans è un comune spagnolo di 11 384 abitanti situato nella comunità autonoma della Catalogna: qui vi ha sede il marchio di vestiario Mango.